# Cetopsis
Cetopsis – rodzaj słodkowodnych ryb sumokształtnych z rodziny Cetopsidae, dla której jest typem nomenklatorycznym. 

## Zasięg występowania
W większości rzek północnej części Ameryki Południowej (m.in.: Amazonce, Atracie, Madeirze, Magdalenie, Orinoku, Tocantinsie) na obszarach: Boliwii, Brazylii, Kolumbii, Ekwadoru, Peru i Wenezueli.

## Klasyfikacja
Gatunki zaliczane do tego rodzaju:
- Cetopsis amphiloxa
- Cetopsis arcana
- Cetopsis aspis[4]
- Cetopsis baudoensis
- Cetopsis caiapo
- Cetopsis candiru
- Cetopsis coecutiens
- Cetopsis fimbriata
- Cetopsis gobioides
- Cetopsis jurubidae
- Cetopsis montana
- Cetopsis motatanensis
- Cetopsis oliveirai
- Cetopsis orinoco
- Cetopsis othonops
- Cetopsis parma
- Cetopsis pearsoni
- Cetopsis plumbea
- Cetopsis sandrae
- Cetopsis sarcodes
- Cetopsis starnesi
- Cetopsis umbrosa
- Cetopsis varii

Gatunkiem typowym jest Silurus coecutiens (=C. coecutiens).